# Pseudomysidia ecuadoriensis
Pseudomysidia ecuadoriensis är en insektsart som beskrevs av Broomfield 1985. Pseudomysidia ecuadoriensis ingår i släktet Pseudomysidia och familjen Derbidae. Inga underarter finns listade i Catalogue of Life.